# Жильбер Даґрон
Жильбе́р Даґро́н (фр. Gilbert Dagron; 26 січня 1932, Париж — 4 серпня 2015, там само) — французький історик, візантиніст, професор Колеж де Франс (1975—2001), президент Міжнародної асоціації візантійських досліджень, член Академії надписів та красного письменства.

## Біографія
Народився 26 січня 1932 року у Парижі.
1956 року закінчив Вищу педагогічну школу (École Normale Supérieure) за спеціальністю «класична література». У 1956—1957 роках викладав у ліцеї в Лані.
З 1960 року співробітник дирекції з культури та техніки МЗС Франції. У 1962—1964 роках працював аташе з культури посольства Франції в Москві.
З 1969 — доцент історії Середніх віків в університеті Сорбонна. 1972 року отримав науковий ступінь доктора філології та гуманітарних наук. З 1975 року професор історії та цивілізації візантійського світу в Колеж де Франс. З 1994 року — ординарний член французької Академії написів та красного письменства. У 1997—2000 роках — адміністратор Колеж де Франс, президент асамблеї професорів. Президент Академії написів та красного письменства (2003).
1991 року в Афінському університеті було присвоєно звання доктора honoris causa.
Член Афінської академії, Національної академії деї Лінчеї (Рим), Американської академії мистецтв і наук, член французьких наукових асоціацій пізньої античності, медієвістики.
Помер 4 серпня 2015 року у Парижі. Церемонія прощання відбулася 10 серпня у церкві Сан-Леон, у XV окрузі Парижа.

## Наукова діяльність
Був фахівцем у різних областях візантинознавства, переважно часу ранньої і середньої Візантії. Основні дослідження були присвячені:
- історії та культурі Константинополя, становлення візантійської столиці у IV—V ст. як нового центру елліністичної та римської культури (Constantinople et ses institutions de 330 à 451). P., 1974), і навіть сприйняттю Константинополя та її минулого самими візантійцями, жителями міста (Constantinople imaginaire: Études sur le recueil des «Patria»). P., 1984),
- різним аспектам релігійності у Візантії, ментальності середньовічного православного суспільства, становищу різних релігійних громад в імперії, взаємин візантійської традиції зі Сходом та Заходом.

Опублікував архіви актів монастиря великомученика Пантелеймона на Афоні, житій св. Фекли тощо. д. У монографії «Імператор і священик» (Empereur et prêtre: Étude sur le «césaropapisme» byzantin. P., 1996) проаналізував історію взаємовідносин світської та церковної влади у Візантії, співвідношення духовного та мирського у культурі Візантії, а також у античній і західноєвропейській суспільно-політичних традиціях.

## Нагороди та звання
Кавалер ордену Почесного легіону, командор ордену Palmes academiques.